# Paynesville (Missouri)
Pour les articles homonymes, voir Paynesville.
Paynesville est un village situé au sud-est du comté de Pike, dans le Missouri, aux États-Unis,. Il est fondé en 1831 et incorporé en 1965.

## Démographie
Lors du recensement de 2010, le village comptait une population de 77 habitants. Elle est estimée, en 2017, à 76 habitants.

### Source de la traduction
- (en) Cet article est partiellement ou en totalité issu de l’article de Wikipédia en anglais intitulé « Paynesville, Missouri » (voir la liste des auteurs).